# DeLisle Stewart
Pour les articles homonymes, voir Stewart.
DeLisle Stewart (16 mars 1870–2 février 1941) était un astronome américain.
En 1896 il devint employé de l'observatoire de l'université Harvard, et de 1898 à 1901 il travailla à sa station d'Arequipa au Pérou, où il prit les plaques photographiques qu'utilisa William Henry Pickering pour découvrir Phœbé, une lune de Saturne. Il découvrit également de nombreuses nébuleuses.
Il travailla ensuite à l'observatoire de Cincinnati jusqu'en 1910, et fonda la société astronomique de Cincinnati.
Il découvrit l'astéroïde (475) Ocllo et la galaxie spirale barrée IC 4501.
| (475) Ocllo | 14 août 1901 |